# Petru Lițiu
Petru Lițiu (n. 20 ianuarie 1949, Beclean, România) este un ofițer român de aviație, deputat de Cluj din partea Partidului Alianța Civică în legislatura 1992-1996.
La alegerile locale din 1992, primele de după 1989, a candidat la funcția de primar al Clujului din partea PAC și CDR. În turul al doilea de scrutin a fost surclasat de Gheorghe Funar (PUNR), care a rămas primar până în anul 2004.
În anul 1998 a fost numit consul general al României la Cosenza, iar ulterior a fost numit atașat militar la Tirana.